# Traité de Tadla
Le traité de Tadla est un traité signé en 1527 entre les dynasties marocaines rivales Wattassides au Nord du pays et Saadiens du Sud, après une bataille à l'issue indécise entre les deux dynasties.

## Histoire
Le traité a permis aux Saadiens de prendre le Sud du pays et Marrakech, tandis que le reste du pays, avec la capitale Fès, est resté aux Wattassides.
Le conflit interne avait affaibli les Marocains dans leur capacité de résister à l'empiètement des puissances européennes, particulièrement du Portugal, mais le traité a enfin donné un certain niveau de stabilité au pays. La paix a permis aux Saadiens d'attaquer les Portugais à Agadir, menant à la chute d'Agadir en 1541. Après cette défaite, le Portugal a abandonné Safi et Azemmour.
Ces victoires ont donné le grand prestige au dirigeant saadien Mohammed ech-Cheikh, qui a continué à défier les Wattasides dans le Nord et les a finalement vaincus à la bataille de Tadla en 1554.